# Guntars Galvanovskis
Guntars Galvanovskis (ur. 15 maja 1982 w Kiesiu) – łotewski polityk, poseł do Sejmu Republiki Łotewskiej X kadencji (2010–2011). 

## Życiorys
Od 2005 zatrudniony na różnych stanowiskach w bankowości, m.in. w banku "Parex" i "Privat", następnie zaś jako przewodniczący zarządu spółki "Ozola Nami" (od 2008) oraz klubu koszykarskiego "Valmiera" (od 2009). W 2009 ukończył studia z dziedziny zarządzania w Wyższej Szkole Vidzeme, następnie podjął naukę na studiach magisterskich. W tym samym roku został doradcą ministra gospodarki Artisa Kamparsa. Od 2005 zaangażowany w działalność partii Nowa Era, stał na czele jej struktur w Valmierze. W wyborach w 2009 uzyskał mandat radnego Valmiery, zaś w wyborach w 2010 posła na Sejm X kadencji z ramienia Jedności. W lipcu 2011 ogłosił zrzeczenie się mandatu poselskiego i członkostwa w Nowej Erze. Znalazł się wśród żałożycieli Partii Reform Zatlersa, z której został wykluczony w październiku 2011. Nie wszedł w skład Sejmu XI kadencji. 
W wolnych chwilach zajmuje się koszykówką.